# Эребру (аэропорт)
Аэропорт Эребру (ИАТА: ORB, ИКАО: ESOE) расположен в 10 километрах к юго-западу от Эребру и является 23-м аэропортом Швеции по объёму пассажирской работы и четвёртым по грузовой работе. Этот аэропорт введён в эксплуатацию в 1979 г.